# 動画アンド画像 クリエイティブセット
動画 ＆ 画像 クリエイティブ セットは、サイバーリンクが販売しているPowerDirectorとPhotoDitrectorのセットパッケージ。
それぞれを単品ずつで購入するよりも割安価格で販売されている。

## バージョン履歴
動画 & 画像 クリエイティブ セット
- 2011年11月17日発売。「PowerDirector 10 Ultra」と「PhotoDirector 2011」のセット[1]

動画 & 画像 クリエイティブセット 2
- 2012年3月1日発売。「PowerDiretcor 10 Ultra」と「PhotoDirector 3」のセット